# Eugen Schnell
Eugen Schnell (* 16. Juni 1818 in Sigmaringen; † 17. November 1897) war ein deutscher Archivar.

## Leben und Wirken
Nach dem Besuch des Gymnasiums in Sigmaringen und Dillingen studierte Eugen Schnell Mathematik und Naturwissenschaften an den Universitäten München und Graz. Anschließend studierte er Berg- und Hüttenkunde an der Bergakademie Schemnitz, dort legte er 1838 ein Geometer-, 1839 ein kameralistisches und 1840 ein Bergbauexamen ab. In den folgenden Jahren war Schnell an verschiedenen Einrichtungen der Verwaltung des Fürstentums Hohenzollern-Sigmaringen tätig (Rentkammer, Hüttenwerk Lauchertthal und Hofkammer). Zwischendurch war er von 1846 bis 1848 Redakteur der Süddeutschen Zeitung in Freiburg/Br. Ab 1855 arbeitete er dann am Fürstlich Hohenzollerischen Hausarchiv in Sigmaringen, das er von 1865 bis 1891 im Hauptamt leitete. Er gehört zu den Mitgründern des „Vereins für Geschichte und Altertumskunde in Hohenzollern“.
Schnell veröffentlichte zahlreiche Aufsätze und kleinere Artikel vor allem über die Geschichte des Fürstentums Hohenzollern-Sigmaringen und dessen Fürstenhaus.

## Schriften
- Anton Aloys von Hohenzollern-Sigmaringen. Leben und Wirken eines guten Fürsten, eines edlen Menschen, eines wahren Mannes des Volkes. Zur 25jährigen Erinnerung des 17. Oktober 1831. Liehner, Sigmaringen 1856.

- Carl, Fürst von Hohenzollern-Sigmaringen. Lebensbild eines gerechten, weisen Fürsten. Zur Erinnerung an den 11. März 1853. Liehner, Sigmaringen 1863.
- Stephanie von Hohenzollern. Eine vaterländische Erzählung. Liehner, Sigmaringen 1863.
- Die Herrschaft Hirschlatt. In: Freiburger Diözesan-Archiv, Bd. 2 (1866), S. 81–90.
- Geschichtliche Bilder und Erzählungen. Zwei Bände. Dorn, Ravensburg 1866/1867.
- Die geschichtlichen Beziehungen des fürstlichen Hauses Hohenzollern zu den Niederlanden. Liehner, Sigmaringen 1867.
- Zur Geschichte der Conversion des Markgrafen Jacob III. von Baden. In: Freiburger Diözesan-Archiv, Bd. 4 (1869), S. 89–122.
- Das Reichs-Erzkämmereramt der Markgrafen und Kurfürsten von Brandenburg und das Reich-Erzkämmereramt der Grafen und Fürsten von Hohenzollern. Burger, Bayreuth 1873.
- Zur Geschichte der Kriminal-Justiz insbesondere der Hexenprozesse in Hohenzollern. In:  Mitteilungen des Vereins für Geschichte und Altertumskunde in Hohenzollern, Bd. 7 (1873), S. 69–99.
- Die früheren Dynastengeschlechter in Hohenzollern, insbesondere der Herren von Weitingen. In: Mitteilungen des Vereins für Geschichte und Altertumskunde in Hohenzollern, Bd. 8 (1874), S. 41–102.
- Ehemalige Dynastengeschlechter in Hohenzollern, insbesondere die Herren von Weitingen (Schluß). In:  Mitteilungen des Vereins für Geschichte und Altertumskunde in Hohenzollern, Bd. 9 (1875), S. 1–33.

- Festschrift zur 300jährigen Jubelfeier der fürstlichen Linie Hohenzollern-Sigmaringen am 8. März 1576/1876. Liehner, Sigmaringen 1876.
- Die oberdeutsche Provinz des Cistercienserordens. In: Freiburger Diözesan-Archiv, Bd. 10 (1876), S. 217–250.
- Beiträge zur Geschichte der Cistercienser-Klöster Schönthal und Mergentheim. In: Freiburger Diözesan-Archiv, Bd. 11 (1877), S. 211–224.
- Dr. Marcus Roy. Festgabe zur dreihundertjährigen Jubelfeier des heiligen Fidelis von Sigmaringen im Jahre 1877. Herder, Freiburg/Br. 1877.
- Pater Abraham a. St. Clara. Woerl, Würzburg 1877.
- Neue Beiträge zur Geschichte und Literatur des heil. Fidelis von Sigmaringen. Festgabe zur 150-jährigen Beatification. Tappen, Sigmaringen 1879.
- Das frühere Chorherren-Stift Sankt Moritz zu Rottenburg-Ehingen und seine Beziehungen zu Hohenzollern. In: Mitteilungen des Vereins für Geschichte und Altertumskunde in Hohenzollern, Jg. 14 (1880/81), S. 108–114.